# Un hiver en été
Pour plus de détails, voir Fiche technique et Distribution.
Un hiver en été est un film français réalisé par Laetitia Masson et sorti en 2023.

## Synopsis
10 personnages surpris par un froid glacial en plein été. Des rencontres, de la solitude, de l’espoir, de la peur, de l’amour, une chanson, la lutte des classes, et des rêves. 10 fragments d’humanité qui forment un tableau impressionniste de la France, aujourd’hui. Un hommage aux Nymphéas.

## Fiche technique
- Titre original : Un hiver en été
- Réalisation et scénario : Laetitia Masson
- Musique : Bruno Coulais
- Décors : David Vinez et Arnaud Dias
- Costumes : Carole Gérard
- Photographie : Emmanuelle Collinot
- Montage : Alexandre Auque
- Son : Julien Momenceau, Jean Mallet, Benoît Hillebrant et Jean-Pierre Laforce
- Direction de production : Christophe Jeauffroy
- Production : Julie Salvador et Denis Pineau-Valencienne
- Sociétés de production : Christmas in July et Les Films du kiosque, en coproduction avec Pictanovo, avec la participation de Ciné+, en association avec cinéventure 5 et cinéventure 6
- Société de distribution : Jour2fête
- ventes internationales : The Party Film Sales
- Pays de production :  France
- Langue originale : Français (quelques répliques en anglais et farsi)
- Format : couleur - 2.39 : 1[2]
- Genre : drame
- Dates de sortie :
  - France : 26 juillet 2023

## Distribution
- Benjamin Biolay : Franck
- Nora Hamzawi : Angèle
- Élodie Bouchez : Georgia
- Cédric Kahn : André
- Hélène Fillières : Hélène, soeur de Franck et épouse d'André
- Nicolas Duvauchelle : Philippe
- Clémence Poésy : Billie
- Judith Chemla : Jeanne
- Rafi Pitts : Elyas
- Laurent Stocker : Henri
- Pablo Pauly :  Joseph
- Jérôme Kircher : Léonard, le frère de Joseph
- Aurore Clément : la mère d'Henri (voix)
- Emmanuel Salinger : le général Paquin (voix)

## Production
Le film a bénéficié d'un budget 1,2 million d'euros dont 280 000 euros de subventions de la Région Ile de France.

## Réception
Le 30 août, au terme de son exploitation, Un hiver en été n’a attiré que 2 469 spectateurs en salles. À sa sortie, le film était distribué dans 9 salles.